# قطعنامه ۱۳۰۹ شورای امنیت
قطعنامه ۱۳۰۹ شورای امنیت سازمان ملل متحد که در تاریخ ۲۵ جولای ۲۰۰۰ تصویب شد، سندی بین‌المللی دربارهٔ بررسی وضعیت مربوط به صحرای غربی است. این قطعنامه طی نشست ۴۱۷۵ام با ۱۵ رای موافق، ۰ مخالف و ۰ ممتنع تصویب شد.